# 國鐵三大神秘事件
國鐵三大神秘事件，是关于日本国铁的神秘事件，在1949年（昭和24年）夏天，日本在盟军占领时出现，是一种情况的通用名称。

## 主要事件
- 下山事件。

- 三鹰事件。

- 松川事件[1]。

## 背景
1949年（昭和24年），在国共内战中，中国共产党取得了决定性的军事胜利，国民党撤退至台湾。在朝鲜半岛，三八线作为共产主义政权和亲美政权的分割线，面对一触即发的战争。而日本國內，在第24届大选的1月23日，吉田茂的民主自由党获得264席，而日本共产党从4席猛增至35席。共产党的全日本工业工会会议（工业会议）和全国铁路工会也建议强烈反对人员裁减，他们希望推翻吉田内阁和成立人民政府。
對應這樣的國內外形勢，當時的日本政府发布了最高的政策，計畫从反共的浪潮转化为在反向过程。首先，饱受恶性通货膨胀困扰的日本经济依赖根据所谓的道奇线（Dodge Line）重建和实施紧缩措施所调解。1949年6月1日，《行政机构人员能力法》得到实施，在日本國有鐵道（JNR，下稱日本國鐵）于同日开工以来，所有28万工人中，约有10万人被重组。1949年6月1日被任命為日本國鐵第一任社长的下山定則，在駐日盟軍總司令部（GHQ）的命令下，被要求將日本國鐵大量裁員。下山定則雖不願意執行，但在壓力下仍不得不与工会进行谈判。同年7月4日，他向3万名员工发出第一批的解雇通知。日本國鐵的工會強烈抵制裁員，揚言將會採取罷工等手段進行抵制。